# Adobe Creative Cloud
Adobe Creative Cloud è una raccolta di software e servizi cloud per la fotografia, il disegno grafico, il montaggio video, la creazione di contenuti per il web e altre applicazioni creative sviluppata e distribuita da Adobe.
Creative Cloud si differenzia dalle precedenti raccolte di prodotti Adobe (come Creative Suite e eLearning Suite) per la sua licenza software as a service: l'utente finale, quindi, sottoscrive un abbonamento mensile o annuale che gli consente di scaricare e usufruire delle ultime versioni dei software della raccolta.
L'uscita di Creative Cloud venne inizialmente annunciata nell'ottobre 2011 ma l'anno seguente venne distribuita comunque una nuova versione di Creative Suite. Il 6 maggio 2013 Adobe comunicò che non sarebbero uscite nuove versioni di Creative Suite e che gli aggiornamenti dei propri software sarebbero stati distribuiti attraverso Creative Cloud. Le prime versioni delle applicazioni create esclusivamente per Creative Cloud sono state distribuite il 17 giugno 2013.
L'ultima versione, la CC 2025, è stata annunciata e distribuita il 14 ottobre 2024.

## Abbonamenti
Adobe offre quattro diversi tipi di abbonamento per gli utenti Creative Cloud:
- Fotografia: contiene Photoshop, Lightroom e spazio di archiviazione cloud.[4]
- Singola applicazione: contiene un'applicazione a scelta tra le undici selezionate e tutte le funzioni di Creative Cloud.[4]
- Tutte le app: contiene tutte le applicazioni e tutte le funzioni di Creative Cloud.[4]
- Tutte le app + Adobe Stock: oltre a contenere tutte le applicazioni e tutte le funzioni di Creative Cloud, include anche alcune caratteristiche di Adobe Stock.[4]

## Applicazioni
Di seguito un elenco delle applicazioni desktop e mobili integrate in Creative Cloud:
- Adobe Acrobat DC, editor di file PDF.
- Adobe Aero, applicazione mobile per la realtà aumentata.
- Adobe After Effects, programma dedito alla creazione di effetti speciali e animazioni digitali.
- Adobe Animate, editor di animazioni multipiattaforma, successore di Adobe Flash.
- Adobe Audition, editor di audio digitale che combina la moderna interfaccia di Adobe Soundbooth con alcune caratteristiche rinnovate.
- Adobe Bridge, programma di organizzazione che permette l'interazione tra tutti i programmi della suite, rendendo il flusso di lavoro più scorrevole.
- Adobe Capture, convertitore vettoriale di foto per dispositivi mobili.
- Adobe Character Animator, software per la creazione di personaggi animati in 2D.
- Adobe Comp, applicazione mobile per creare mockup di layout con risorse già esistenti.
- Adobe Dimension, kit di strumenti 2D e 3D per la creazione di immagini fotorealistiche.
- Adobe Dreamweaver, editor web sia mediante il codice sia tramite interfaccia grafica.
- Adobe Express, software per la creazione istantanea di grafiche, pagine web e video.
  - Adobe Spark Page, applicazione mobile per realizzare grafiche istantanee
  - Adobe Spark Post, applicazione mobile per la realizzazione di pagine web istantanee
  - Adobe Spark Video, applicazione mobile per la realizzazione e condivisione di video di breve durata
- Adobe Fresco, applicazione mobile per la pittura digitale.
- Adobe Illustrator, editor di grafica vettoriale.
  - Adobe Illustrator Draw, applicazione mobile per creare mockup di layout con risorse già esistenti.
- Adobe InCopy, editor di testi.
- Adobe InDesign, software di desktop publishing.
- Adobe Lightroom Classic, editor e catalogatore di fotografie.
- Adobe Lightroom, versione multipiattaforma di Lightroom Classic.
- Adobe Media Encoder, codificatore di file video.
- Adobe Photoshop, editor di grafica raster con alcune funzionalità per l'elaborazione vettoriale.
  - Adobe Camera Raw, un editor di immagini raw integrato in Photoshop.
  - Adobe Photoshop Camera, applicazione mobile per scattare fotografie con aggiunta di filtri.
  - Adobe Photoshop Express, applicazione mobile per il ritocco fotografico veloce.
  - Adobe Photoshop Fix
  - Adobe Photoshop Mix
  - Adobe Photoshop Sketch, applicazione mobile per l'illustrazione raster.
- Adobe Prelude, editor di metadati.
- Adobe Premiere Pro, programma di video editing in tempo reale basato sulla timeline.
  - Adobe Premiere Rush, software per la condivisione di video online.
- Adobe XD, software per la progettazione di interfacce utente.
- Substance, software per la modellazione 3D.

### Dismesse
- Adobe Fuse, software per la creazione personaggi e modelli 3D.
- Adobe Muse, un editor web dedicato alla progettazione visiva delle pagine web.